# Холбока
Холбока (рум. Holboca) — село у повіті Ясси в Румунії. Адміністративний центр комуни Холбока.
Село розташоване на відстані 326 км на північ від Бухареста, 7 км на схід від Ясс.

## Населення
За даними перепису населення 2002 року у селі проживали 2300 осіб, усі — румуни. Усі жителі села рідною мовою назвали румунську.